# Mahishasuramardini-Tempel

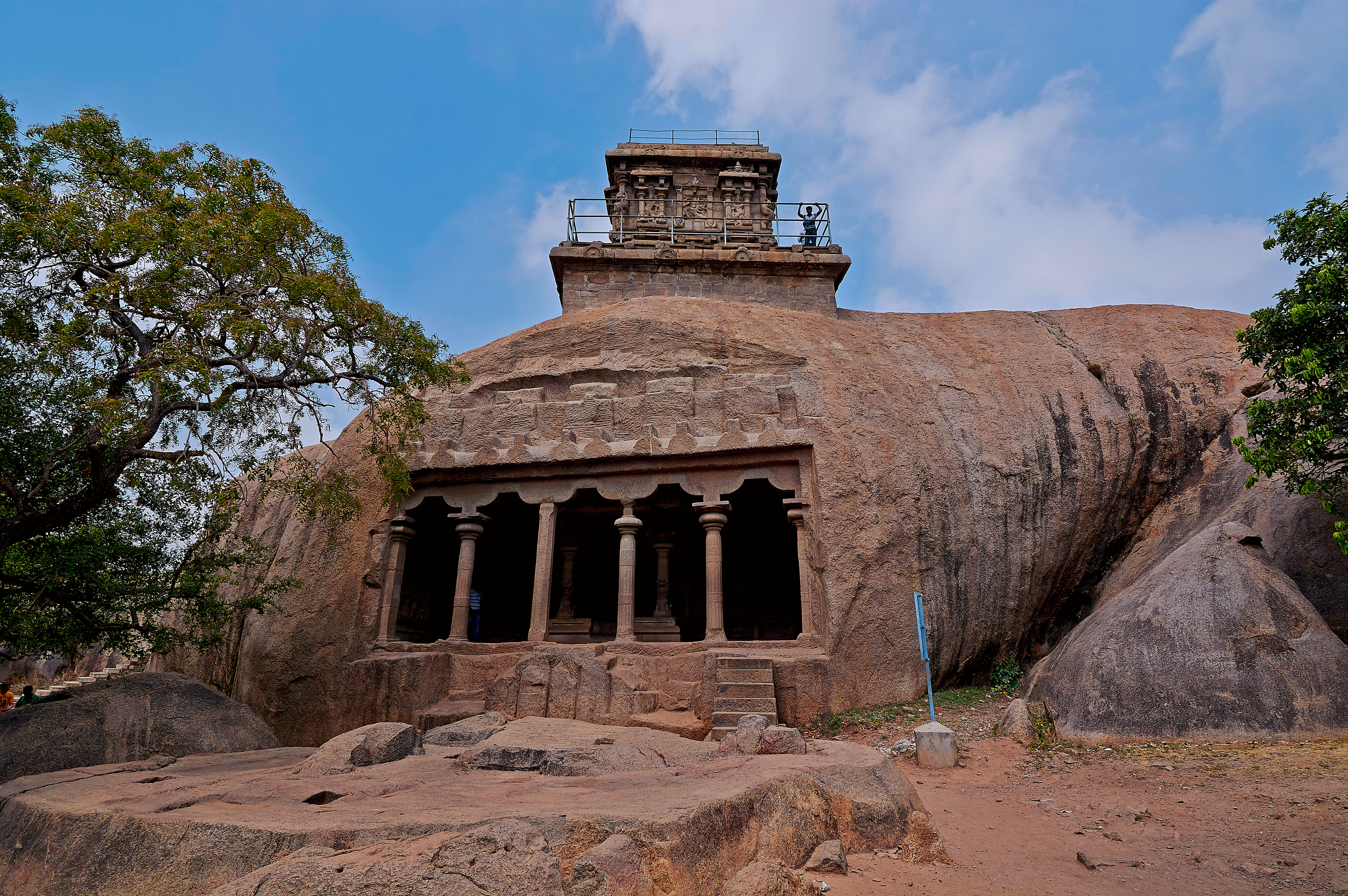
Mahishasuramardini-Tempel (darüber Olakkannesvara-Tempel)

Der Mahishasuramardini-Tempel ist ein hinduistischer Felsentempel bei der südindischen Küstenstadt Mamallapuram. Zusammen mit anderen Bauten in der Umgebung der Stadt gehört er seit 1984 zum UNESCO-Weltkulturerbe.

## Lage
Der Mahishasuramardini-Tempel ist etwa 500 m in südwestlicher Richtung vom Ortszentrum von Mamallapuram entfernt; er liegt in unterhalb des Olakkannesvara-Tempels und eines neuzeitlichen Leuchtturms in ca. 20 m Höhe in einer von Granitfelsen dominierten Umgebung. Weitere 700 m südlich befindet sich die Gruppe der Fünf Rathas.

## Geschichte
Die Tempel von Mamallapuram entstanden im Auftrag der im 7./8. Jahrhundert über weite Teile Südindiens herrschenden Pallava-Dynastie. Sie werden generell dem 7. Jahrhundert zugeordnet, wobei davon ausgegangen wird, dass eine reichere skulpturale Bauzier gleichbedeutend mit einem späteren Entstehungsdatum ist. Der Mahishasuramardini-Tempel wäre somit in die zweite Hälfte des 7. Jahrhunderts zu datieren.

## Architektur

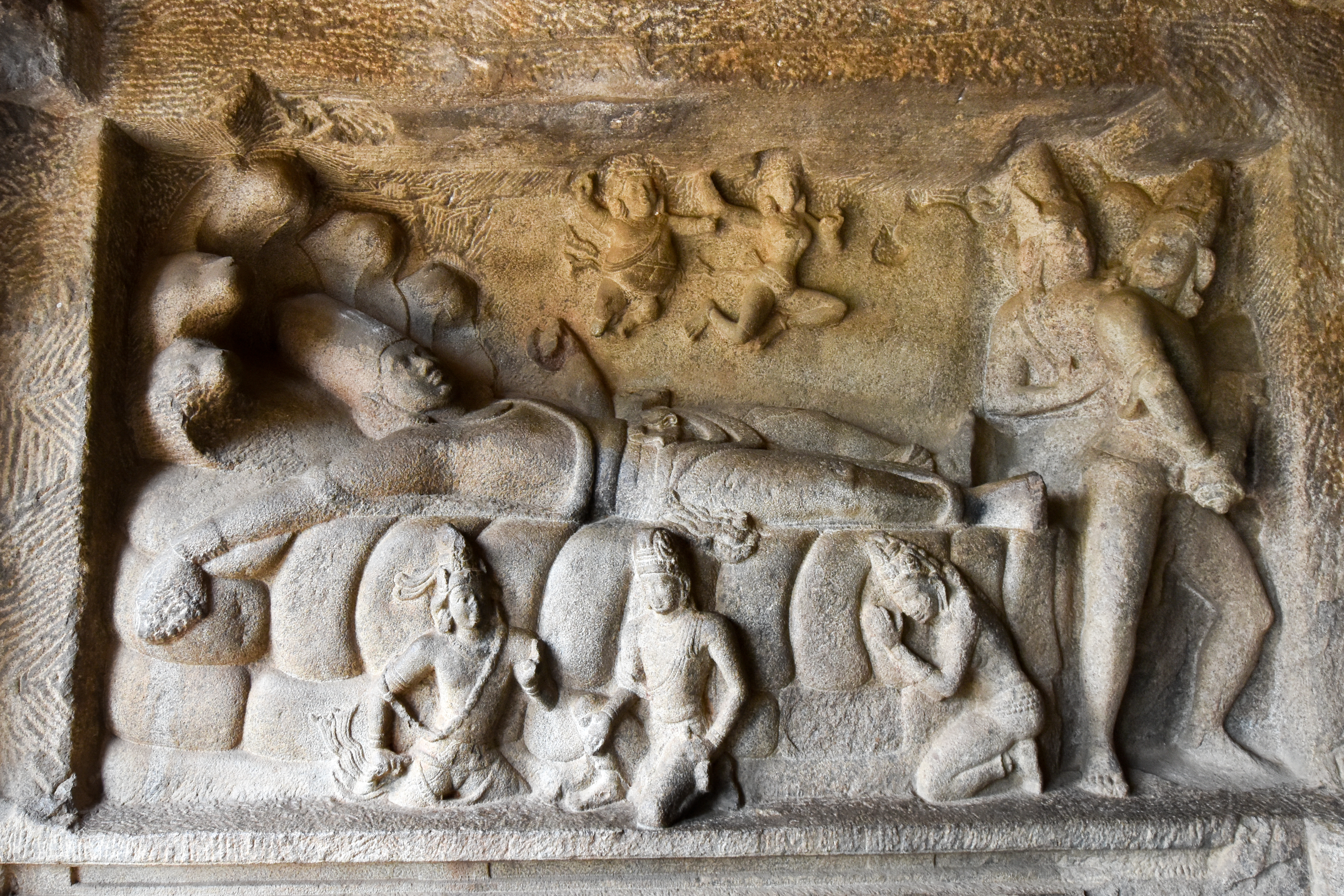
Der hier nur zweiarmig dargestellte Vishnu-Narayana ruht auf der hier fünfköpfigen Weltenschlange Shesha.

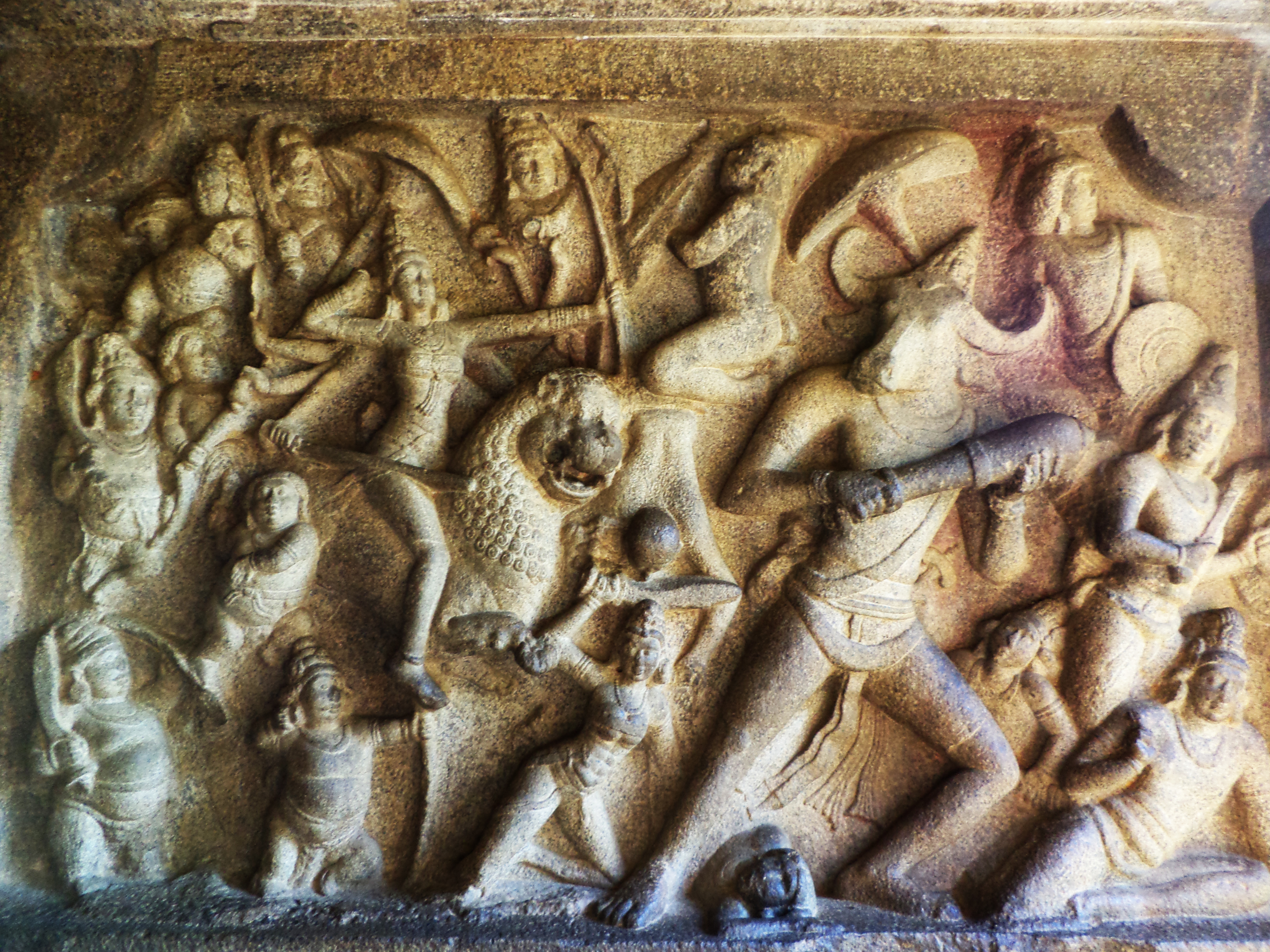
Die auf einem Löwen reitende Göttin Durga jagt und tötet den Büffeldämon Mahishasura.

Der etwa 1 m oberhalb des Bodenniveaus befindliche Tempel wurde unter Zuhilfenahme von Stein- und Eisenwerkzeugen von Hand in einen monolithischen Granitblock hineingetrieben. Die Dachfront über der fünffach geöffneten Portalfassade ist unvollendet – sie hätte letztlich wohl derjenigen des nahegelegenen Varaha-Tempels geähnelt; auch die Treppenaufgänge sind unvollendet geblieben – die heutige Treppe entstammt dem 19. Jahrhundert. Hinter Fassade befindet sich eine langgestreckte Vorhalle (mandapa) von der aus über Treppenstufen drei nochmals um ca. 50 cm erhöhte Sakralräume erreichbar sind. Das von sitzenden Löwen (yalis) und Türwächtern (dvarapalas) bewachte Mittelportal ist gegenüber den beiden seitlichen deutlich aufwändiger gestaltet und führt in die eigentliche Cella (garbhagriha).

## Skulptur
- Die linke Schmalseite der Vorhalle enthält ein ca. 4,60 m breites und 2,40 m hohes Relief mit der Darstellung des auf dem kissenförmig gewundenen Körper der Schlange Shesha (oder Ananta) ruhenden (oder träumenden) Hindu-Gottes Vishnu-Narayana, der hier nur zweiarmig dargestellt ist.
- Die rechte Seitenwand der Vorhalle präsentiert ein Relief der vielarmigen, an der Spitze ihres Gefolges auf einem Löwen heranstürmenden und waffenstarrenden Göttin Durga, die den vor ihr fliehenden Büffeldämon Mahishasura jagt und letztlich tötet.
- Während das Innere der Cella – wie üblich – schmucklos ist, enthält der rechte der beiden seitlichen Annexräume ein figürliches Relief mit der Darstellung von Somaskanda (= „Shiva mit Uma und Skanda“), der „Heiligen Familie“ Südindiens.